# Читэм, Джинни
Джинни Читэм (англ. Jeannie Cheatham), урождённая Джин Е. Эванс (англ. Jean E. Evans); 14 августа 1927, Акрон, Огайо, США) — американская джазовая и блюзовая пианистка и певица.  Номинант Blues Music Awards в номинациях «Исполнительница традиционного блюза» (1987, 1988, 1989, 1991, 1995), «Альбом традиционного блюза» (1989). Наиболее известна по своим работам в дуэте с мужем, тромбонистом и профессором музыки Джимми Читэмом. Представительница жанра Канзас-сити-блюз .

## Биография
Джинни Читэм родилась и выросла в Акроне, Огайо в семье Эрнеста и Элизабет Эванс. В возрасте пяти лет она начала учиться играть на только что приобретённом фортепиано у своей тёти, которая разглядев талант девочки, вскоре переехала в семью Эвансов. Вскоре Джинни уже играла на службах в церкви, которую посещала её семья. Пока Джинни училась в школе, она играла также на свадьбах и других общественных событиях и участвовала в конкурсах молодых талантов. 
Джинни Читэм впервые начала играть джаз в возрасте 14 лет, когда её попросили присоединиться к репетиции местного оркестра. Во время обучения в старшей школе она начала играть в небольших группах и обнаружила что она стала профессионально востребована, ввиду того, что многие музыканты были призваны в армию во время Второй мировой войны. Она обучалась джазу у таких исполнителей, как Пит Джонсон, Джей Макшенн и Каунт Бейси. В 1944 году она поступила в Университет Экрона, но отучилась там только чуть больше года ввиду финансовых сложностей. 
Вскоре она начала профессиональную карьеру и к концу 1950-х годов аккомпанировала в записях и на гастролях целой плеяде знаменитых музыкантов, таким например как Ти-Боун Уокер, Дина Вашингтон, Джимми Уизерспун, Бо Диддли и Джонни Рэй. В течение более чем десяти лет пианистка гастролировала с Биг Мамой Торнтон. В 1956 году она встретила Джимми Читэма с которым они поженились в 1959 году. 
Пара они поселились в районе Нью-Йорка, где её муж работал в 1960-х годах музыкальным руководителем группы Чико Гамильтона. В 1964 году Джинни записала свой первый альбом Academy Awards in Jazz с коллегой-пианисткой Робертой Комо. «Мы играли „Over the Rainbow“ в трех тональностях и попытки удержаться на строе — это то, что я больше всего помню об этом» — как вспоминала Джинни Читэм. В этот период пара продолжала гастролировать, выступая в частности с таким музыкантами, как Орнетт Коулмен и Каунт Бейси. В 1970-е её муж преподавал в колледже Беннингтона в Вермонте, затем в Университете Висконсина в Мэдисоне. В 1978 году пара переехала в Сан-Диего, где пианистка живёт по сей день. С 1978 по 1984 год они проводили еженедельные джем-сейшны в Сан-Диего, но были вынуждены остановить это в связи с тем, что их творчество в созданной группе Sweet Baby Blues Band стало получать международное признание и пара стала много гастролировать в Европе, получив с дебютным альбомом в 1985 году престижную премию Grand Prix du Disque de Jazz. Деятельность группы продолжалась вплоть до смерти Джимми Читэма в 2007 году. 
В составе группы пианистка выступала в частности, на джазовом фестивале в Ницце и джазовом фестивале в Северного моря, в  Центре исполнительских искусств имени Кеннеди в Вашингтоне, блюзовом и джазовом фестивалях в Лонг-Бич 
Группа Sweet Baby Blues Band выступала в Центре исполнительских искусств имени Кеннеди в Вашингтоне, округ Колумбия, на блюзовом и джазовом фестивалях в Лонг-Бич, блюзовом фестивале в Сан-Франциско, джазовом фестивале Playboy, джазовых фестивалях в Монтерее, Чикаго, в Фудзицу Конкорд и Новой Зеландии. Группа много записывалась: альбом Luv был признан блюзовым альбомом года в опросе критиков DownBeat 1991 года. Творчество Джинни Читэм в этот период принесло её пять номинаций на премию Blues Music Award в категории «Исполнительница традиционного блюза».  
В 1983 году Джинни снялась в документальном фильме «Три поколения блюза» вместе с легендарными блюзовыми певцами Сиппи Уоллес и Биг Мамой Торнтон . В 1984 году гастролировала с Кэбом Кэллоуэем.
В 2006 году автобиография Джинни Читэм «Meet Me with Your Black Drawers On: My Life in Music» была опубликована издательством University of Texas Press. «Meet Me with Your Black Drawers On» — название самой известной песни Джинни Читэм, которую «до сих пор перезаписывают и поют от Европы и Африки до Японии» . В том же году пианистка вместе с мужем были удостоены награды за жизненные достижения San Diego Music Awards, а в 2022 году были введены в Зал славы музыки Сан-Диего .
В 1992 году Дирк Сутро (автор книги «Джаз для чайников») в своей статье в Los Angeles Times отметил, что «Джинни Читэм остается одной из недооцененных великих джазовых и блюзовых исполнительниц, как за её сдержанную, изысканную игру на фортепиано, которая варьируется от буги-вуги до сюрпризов в стиле Монка, так и за её низкий, но чувственный голос» 
«Её музыку, которая получила национальное и международное признание, описывают как необузданную, буйную, душевную, бесшабашную, порочную, добродетельную, дикую и правдивую» .

## Дискография
- Academy Awards in Jazz (1964)[8]
Roberta Como & Jean Cheatham
 Grenadier Records
GLP-100 (Mono LP)   GSLP-100 (Stereo LP)
- Changing with the Times (1993)[9]
 New World Records
New World 80434-2 (CD)